# 영풍문고
영풍문고(永豊文庫)는 서울특별시 강남구에 본사를 두고 있는 대한민국의 대형서점이다. 교보문고, 반디앤루니스와 마찬가지로 대형서점 중에 하나로 잘 알려져 있다. 
종각점을 시발로 IFC몰점, 스타필드 코엑스점, 김포공항 롯데점, 대구 대백점, 광주 터미널점 등 전국 44개 지점 및 인터넷 서점을 운영하고 있으며, 일부 지점은 백화점,쇼핑몰,마트 안에 있다.
전국 지점에서는 디자인문구, 사무/학용품, 디지털, 라이프스타일, 캐릭터/팬시용품 등의 다양한 문구류를 판매하고 있다. 
영풍문고의 매장에는 책과 함께 식음료를 즐길 수 있는 다양한 카페와 식당이 입점되어 있고
대표적인 카페브랜드인 스타벅스, 리나스, 공차, 달콤커피 등이 입점되어 있다. 
또한 온라인몰에서 구매하고 당일 찾아갈 수 있는 '나우드림 서비스'를 운영하고 있으며,
매장 내에서 카카오페이, 엘포인트, 오케이캐시백 등 다양한 제휴 서비스를 제공해 소비자들의 편안한 쇼핑을 위해 힘쓰고 있다. 

## 지점현황
| 지역              | 점포수 (45개점) | 점포명 |
| ----------------- | --------------- | --- |
| 서울              | 13개            | 종각 종로본점(종각역) / 김포공항 롯데점(롯데몰 김포공항점내, 김포공항역) / 여의도 IFC몰점(IFC몰) / 스타필드 코엑스몰점 (코엑스몰내) / 강남역점 / 홍대점 / 마산오아울점(마리오아울렛3관내) / 강남포스코점(포스코센터 내) / 용산아이파크몰점 (아이파크몰 리빙파크관내) / 왕십리역점(비트플렉스내 3층) / 신림타임스트림점 / 사당역점 / 미아롯데점(미아롯데백화점 내) |
| 경기              | 11개            | 분당 오리점(CGV스퀘어) / 수원NC점(NC터미널점) / 의정부 신세계점(신세계백화점 의정부점) / 죽전 이마트점(이마트 죽전점) / 하남 스타필드점 / 분당 서현점 / 고양스타필드 / 위례점 / 스타필드 위례점 / 구리 롯데아울렛점 / 스타필드 안성점 |
| 인천              | 2개             | 인천 터미널점(인천터미널) / 인천스퀘어점 |
| 대전/충청/ 세종시 | 5개             | 대전 터미널점(대전복합터미널) / 청주점(청주고속버스터미널 메가폴리스) / 세종점 / 유성점 /천안불당점 (불당지웰시티몰) |
| 부산/울산/경남    | 6개             | 부산 광복점(롯데백화점 광복점) / 부산대점(NC백화점) / 부산남포점(대영시네마) / 부산하단점 (아트몰링 하단점) / 마산 롯데점(롯데백화점 마산점) / 진주점 |
| 대구/경북         | 4개             | 경산 이마트점(이마트 경산점) / 포항 남구점(그랜드애비뉴) / 대구 대백점(대구백화점 본점) / 롯데마트 구미점 |
| 광주/전라         | 4개             | 광주 터미널점(유스퀘어) / 목포 터미널점(목포종합버스터미널) / 전주 터미널점(전주고속버스터미널) / 군산 롯데아울렛점(롯데몰 군산점내) |

## 멤버십
자체 멤버십으로 북클럽 멤버십이 있고 일반, 골드, 플래티넘으로 나뉘며 등급별 혜택이 주어진다. 
이 외에도 타사 포인트 OK캐쉬백, 롯데L포인트 중 하나를 적립할 수 있으며 회원이라면 기업 복지카드 청구할인 서비스인 '이지멤버스', '웰페어클럽', '하이비타민'를 이용하여 각 멤버십에 해당하는 청구할인을 받을 수 있다.

## 북클럽 회원 혜택
- 일반회원 : 북클럽 가입회원 | 매장 기본 2% 적립, 문구/음반/디지털 1% 적립 | 온라인/모바일 상품별 적립률
- 일반회원 혜택 :

신규가입 시 적립금 1천원 지급
- 골드회원 : 20만원 이상 구매회원(직전 3개월) | 매장 6% 적립, 문구/음반/디지털 5% 적립 | 온라인/모바일 상품별 적립률+4%
- 골드회원 혜택 :

3만원 이상 구매 시, 1,500원 도서교환권 증정 / 5만원 이상 구매 시, 2,500원 도서교환권 증정 / 7만원 이상 구매 시, 3,500원 도서교환권 증정
- 플래티넘 회원 : 30만원 이상 구매 회원(직전 3개월) | 매장 7% 적립, 문구/음반/디지털 6% 적립 | 온라인/모바일 상품별 적립률+5%
- 플래티넘 회원 혜택 :

3만원 이상 구매 시, 3,000원 도서교환권 증정 / 5만원 이상 구매 시, 5,000원 도서교환권 증정 / 7만원 이상 구매 시, 7,000원 도서교환권 증정